# 幽州之战 (314年)
幽州之战，314年（汉赵嘉平四年、西晋建兴二年），汉赵征东大将军石勒率领大军攻下幽州（治今北京城西南），擒杀西晋大司马、幽州牧王浚的战役。
石勒以襄国（今河北省邢台市）作为根据地，王浚派兵五万攻打襄国。石勒军多次迎战失败，他采纳张宾的建议，坚守城池，从北城突门出击，挫败王浚的进攻。313年十一月，石勒采纳张宾之计，向王浚献礼，表示希望拥立王浚称帝，又贿赂王浚的女婿枣嵩。王浚属下范阳守将游统，私下派人投降石勒，石勒把使者杀死送给王浚。314年正月，晋愍帝任命王浚为大可马、都督幽州、冀州诸军事，刘琨为大将军、都督并州诸军事。王浚遣使到襄国，石勒致书王浚，假称在三月中旬到幽州劝进，给枣嵩写信，为他请授并州牧、广平公。王浚使者回报，说石勒兵弱，没有二心。于是王浚更加骄怠不备。二月，石勒领兵日夜兼程进攻幽州。抵达柏人县时，利用刘琨与王浚的矛盾，向刘琨致书送人质，表示求和，表示愿以征讨王浚，将功赎罪，以期稳住刘琨。三月，石勒抵达易水，王浚还没有发觉，石勒大军到达蓟城（今北京）。石勒害怕有伏兵，先赶着数千头牛羊入城，塞满街道，声城獻礼，使幽州兵不能出战，然后率军入城，杀死幽州军万余人，俘虏王浚，押到襄国斩杀，火烧王浚宫殿回军。